# Missing Children Switzerland
Missing Children Switzerland est une organisation non gouvernementale suisse fondée en août 2011 par Irina Lucidi, la mère des jumelles Alessia et Livia Schepp, mystérieusement enlevées par leur père sept mois plus tôt.
Elle accompagne les familles endeuillées à la suite de la disparition de leur enfant, sensibilise et informe toutes les entités sur la problématique d'enfants disparus et participe à la réflexion des pouvoirs publics et des instances européennes sur cette problématique. L'ensemble de ses services sont bénévoles et gratuits. Elle est joignable en Suisse via le numéro d'urgence européen 116 000.

## Historique
La fondation Missing Children Switzerland est fondée en août 2011 par Irina Lucidi à la suite de l'enlèvement de ses filles jumelles, Alessia et Livia Schepp, nées le 7 octobre 2004, par leur père, Matthias Schepp, le 30 janvier 2011 à Saint-Sulpice. En fuite, le père s'est suicidé en Italie cinq jours plus tard après avoir envoyé plusieurs courriels dont un indiquant qu'il aurait tué les jumelles.
Un an après l'enlèvement, l'organisation lance une plate-forme téléphonique pour aider à retrouver les enfants disparus.
Une étude commanditée par l'ONG en 2014 indique que dans 45% des cas, c'est un des parents qui enlève l'enfant sans le consentement de l'ancien partenaire.
En 2015, l'organisation annonce avoir traité 156 cas et lance une campagne pour prévenir que chaque minute compte.
En 2016, Missing Children Switzerland annonce avoir traité 204 cas.
Depuis mai 2017, le numéro de téléphone d'urgence européen pour les disparitions d'enfants, le 116 000, est géré par l'organisation et remplace le 0848 116 000. La Suisse devient ainsi le 31e pays d'Europe à disposer de ce numéro d'urgence.